# وربوو (استان اشوی‌داشکسیه)
وربوو (به لهستانی: Wyrębów) یک منطقهٔ مسکونی در لهستان است که در گمینا رادوشتسه واقع شده‌است. وربوو ۱۶۰ نفر جمعیت دارد.